# Polytrichophora pulchra
Polytrichophora pulchra är en tvåvingeart som först beskrevs av Cresson 1918.  Polytrichophora pulchra ingår i släktet Polytrichophora och familjen vattenflugor. Inga underarter finns listade i Catalogue of Life.